# Jayden Danns
Jayden Alexander Danns (Liverpool, Inglaterra, 16 de enero de 2006) es un futbolista británico que juega como delantero en el Liverpool F. C. de la Premier League de Inglaterra.

## Inicios
Nacido en Liverpool, Danns se unió al Liverpool F. C. cuando tenía ocho años.Su padre, Neil Danns, también había estado anteriormente en el club como colegial. Asistió al Rainhill High School, con quien ganó la Copa de Escuelas de Merseyside en 2019.

## Trayectoria
Danns progresó en la academia del Liverpool. Mientras jugaba en la categoría sub-16, padeció la enfermedad de Osgood-Schlatter.
Comenzó a jugar para el equipo sub-18 del Liverpool cuando tenía 16 años. Comenzó la temporada 2023-24 en buena forma, anotando en todos los partidos competitivos del equipo entre agosto y diciembre de 2023, haciendo nueve goles en siete partidos. También marcó cuatro goles en tres partidos de la Copa de la Premier League sub-18 2023-24.
El 21 de febrero de 2024, Danns hizo su debut con el primer equipo en la Premier League entrando en lugar de Luis Díaz, en el minuto 89 de la victoria por 4-1 sobre el Luton Town. Cuatro días después, disputó la final de la Copa EFL cuando el Liverpool venció al Chelsea con un marcador de 1-0.
El 28 de febrero de 2024, Danns anotó sus primeros goles con el Liverpool en la quinta ronda de la Copa FA en la victoria por 3-0 contra el Southampton. Recibiendo el premio al jugador del partido.

## Selección nacional
Fue convocado para jugar con la selección nacional sub-18 de Inglaterra en octubre de 2023.

## Vida personal
Es el hijo del exfutbolista Neil Danns. Su abuelo, también llamado Neil, fue corista en la entrada del Reino Unido en el Festival de la Canción de Eurovisión de 1987, así como un skater ganador de un título europeo.

## Estadísticas

### Clubes
Actualizado al último partido disputado el 2 de marzo de 2024.
| Club                       | Div.          | Temporada     | Liga  | Liga  | Liga   | Copas nacionales | Copas nacionales | Copas nacionales | Copas internacionales | Copas internacionales | Copas internacionales | Total | Total | Total  |
| Club                       | Div.          | Temporada     | Part. | Goles | Asist. | Part.            | Goles            | Asist.           | Part.                 | Goles                 | Asist.                | Part. | Goles | Asist. |
| -------------------------- | ------------- | ------------- | ----- | ----- | ------ | ---------------- | ---------------- | ---------------- | --------------------- | --------------------- | --------------------- | ----- | ----- | ------ |
| Liverpool F. C. Inglaterra | 1.ª           | 2023-24       | 2     | 0     | 0      | 2                | 2                | 0                | 0                     | 0                     | 0                     | 4     | 2     | 0      |
| Liverpool F. C. Inglaterra | Total club    | Total club    | 2     | 0     | 0      | 2                | 2                | 0                | 0                     | 0                     | 0                     | 4     | 2     | 0      |
| Total carrera              | Total carrera | Total carrera | 2     | 0     | 0      | 2                | 2                | 0                | 0                     | 0                     | 0                     | 4     | 2     | 0      |

## Palmarés

### Títulos nacionales
| Título          | Club            | País       | Año  |
| --------------- | --------------- | ---------- | ---- |
| Copa de la Liga | Liverpool F. C. | Inglaterra | 2024 |